# Jens Keukeleire
Jens Keukeleire (Brugge, 23 november 1988) is een Belgisch voormalig wielrenner die in 2023 zijn carrière afsloot bij EF Education-EasyPost. Na zijn actieve carrière werd hij ploegleider bij Alpecin-Deceuninck.

## Carrière
Na enkele overwinningen en ereplaatsen in met name het de Belgische amateurcircuits werd Keukeleire in 2010 prof bij het Franse Cofidis. Zijn debuut voor de ploeg maakte hij op Mallorca, waar hij deelnam aan alle vijf manches van de Challenge Mallorca. In maart volgde zijn eerste overwinning: in de Memorial Samyn verwees hij Gregory Joseph en Cédric Pineau naar de dichtste ereplaatsen. Diezelfde week won hij ook de openingsrit en het eindklassement in de Driedaagse van West-Vlaanderen. Weer tien dagen later wist hij ook Nokere Koerse op zijn naam te schrijven. Hij won op Nokereberg voor Kris Boeckmans en de Nederlander Bobbie Traksel. In 2011 duurde het langer voor hij zijn eerste seizoenszege wist te behalen. Het duurde tot in juli voordat hij zijn eerste en enige overwinning van dat jaar boekte: de derde etappe in de Ronde van Oostenrijk. Na het seizoen 2011 verruilde Keukeleire Cofidis in voor de pas opgerichte World Tourploeg GreenEDGE.
Bij zijn nieuwe Australische ploeg kreeg Keukeleire de gelegenheid om zijn eerste Grote Ronde te rijden: de Ronde van Italië. Hij eindigde op plek 127 in het algemeen klassement en zijn beste resultaat was een achttiende plaats in de achttiende etappe. Later dat seizoen maakte hij deel uit van de selectie die de ploegentijdrit in de Eneco Tour won. Keukeleire mocht, als best geplaatste, de leiderstrui aantrekken. Twee dagen later moest hij deze afstaan aan Tom Boonen. Hij sloot zijn seizoen af met een negende plaats in Parijs-Tours. In 2013 was hij de kopman voor zijn ploeg in de voorjaarsklassiekers. Hij toonde zich in Parijs-Roubaix, maar haalde geen topnotering. Hij startte net als het jaar ervoor in de Giro. Eén keer eindigde hij in de top tien van de rituitslag: in de vijfde etappe finishte hij als achtste. Later dat jaar won hij twee etappes in de Ronde van Burgos, alvorens niet meer van start te gaan in de vierde rit.
In 2016 won Keukeleire de openingsetappe in de Ronde van Slovenie. De leiderstrui die hij daaraan overhield raakte hij een dag later kwijt aan Rein Taaramäe. Later die maand werd hij, achter Dries De Bondt, tweede in Halle-Ingooigem. In de twaalfde etappe van de Ronde van Spanje, met aankomst in Bilbao, won Keukeleire de sprint van een uitgedund peloton. In 2017 nam hij, namens een Belgische nationale selectie, deel aan de Ronde van België. Bij aanvang van de slotetappe stond hij op de tweede plek in het algemeen klassement, op slechts één seconde van leider Rémi Cavagna. Onderweg verzamelde Keukeleire genoeg bonificatieseconden, om zijn tegenstander voorbij te gaan in het klassement. Ondanks een val in de slotfase schreef hij de ronde van zijn thuisland op zijn naam.
Na vijf jaar in Australische dienst maakte Keukeleire in 2018 de overstap naar Lotto Soudal. Namens die ploeg won hij in mei voor de tweede maal op rij de Ronde van België. Het bleef bij die ene overwinning voor de Belgische ploeg, die hij na twee jaar weer verliet voor EF Education First Pro Cycling. Zijn debuut voor de ploeg van manager Jonathan Vaughters maakte hij in de Tour Down Under, waar hij voor de eerste keer in zijn carrière aan de start stond. Later in het door de coronapandemie opgesplitste seizoen reed hij onder meer de Ronde van Frankrijk en de Ronde van Vlaanderen. Zijn seizoen sloot hij in oktober af met de eendaagse Driedaagse Brugge-De Panne. Na veertien jaar, waarvan vier seizoenen bij EF Education First, als profrenner beëindigde Keukeleire eind 2023 zijn carrière.
Keukeleire bleef actief in de wielerwereld, want na zijn stoppen als wielrenner werd hij ploegleider bij Alpecin-Deceuninck.

## Palmares

### Overwinningen
2010
Le Samyn
1e etappe Driedaagse van West-Vlaanderen
Eindklassement Driedaagse van West-Vlaanderen
Nokere Koerse
2011
3e etappe Ronde van Oostenrijk
2012
2e etappe Eneco Tour (ploegentijdrit)
2013
2e en 3e etappe Ronde van Burgos
2016
1e etappe Ronde van Slovenië
12e etappe Ronde van Spanje
Tussensprintklassement Ronde van Abu Dhabi
2017
Eindklassement Ronde van België
2018
Eindklassement Ronde van België

## Resultaten in voornaamste wedstrijden
| Jaar | Ronde van Italië | Ronde van Frankrijk | Ronde van Spanje |
| ---- | ---------------- | ------------------- | ---------------- |
| 2010 |                  |                     |                  |
| 2011 |                  |                     |                  |
| 2012 | 127e             |                     |                  |
| 2013 | 74e              |                     |                  |
| 2014 |                  | 67e                 |                  |
| 2015 |                  |                     | 93e              |
| 2016 |                  |                     | 64e (1)          |
| 2017 |                  | 59e                 |                  |
| 2018 |                  | opgave              |                  |
| 2019 |                  | 98e                 |                  |
| 2020 |                  | 89e                 |                  |
| 2021 | 78e              |                     | 50e              |
| 2022 |                  |                     |                  |
| 2023 |                  |                     |                  |

| Jaar | Milaan-San Remo | Gent-Wevelgem | Ronde van Vlaanderen | Parijs-Roubaix | Amstel Gold Race | Luik-Bast.‑Luik | Ronde van Lombardije | Parijs-Tours | E3 Harelbeke | Dwars door Vlaanderen |  | WK op de weg |  | Wereldranglijsten |
| ---- | --------------- | ------------- | -------------------- | -------------- | ---------------- | --------------- | -------------------- | ------------ | ------------ | --------------------- |  | ------------ |  | ----------------- |
| 2010 |                 |               |                      | buit.tijd      |                  |                 |                      | 33e          |              |                       |  |              |  |                   |
| 2011 | 151e            |               | 106e                 | 30e            |                  |                 |                      |              |              | 53e                   |  |              |  |                   |
| 2012 |                 | 60e           | 31e                  | buit.tijd      | opgave           |                 |                      | 9e           | 12e          | 10e                   |  |              |  |                   |
| 2013 | 67e             |               | 110e                 | 46e            |                  |                 |                      |              | 50e          | 7e                    |  |              |  |                   |
| 2014 | opgave          | 37e           | 37e                  | 25e            |                  |                 |                      |              | opgave       | 9e                    |  |              |  | 111e (UWT)        |
| 2015 |                 | 34e           | 19e                  | 6e             |                  |                 | 88e                  |              | 9e           | 82e                   |  | 71e          |  | 82e (UWT)         |
| 2016 | 159e            | 25e           | 21e                  | 77e            |                  |                 | opgave               | 45e          | 29e          | 5e                    |  | opgave       |  | 134e (UWT)        |
| 2017 | 52e             | ↑             | opgave               | 83e            | opgave           |                 | 97e                  |              | 12e          | 83e                   |  | 87e          |  | 68e (UWT)         |
| 2018 | 112e            |               |                      | 67e            |                  |                 | 66e                  |              |              |                       |  |              |  | 321e (UWT)        |
| 2019 | 53e             | 15e           | 12e                  | 29e            |                  |                 |                      | opgave       | 14e          |                       |  |              |  |                   |
| 2020 |                 | 91e           | 27e                  |                |                  | opgave          |                      |              |              |                       |  |              |  |                   |
| 2021 |                 | opgave        | opgave               |                |                  |                 |                      |              | opgave       | 119e                  |  |              |  |                   |
| 2022 |                 | opgave        | opgave               | 78e            | opgave           |                 |                      |              |              |                       |  |              |  |                   |
| 2023 |                 |               | 53e                  | 62e            |                  |                 |                      | 25e          | 85e          |                       |  |              |  |                   |

### Resultaten in kleinere rondes
| Jaar | Parijs-Nice | Tirreno-Adriatico | Ronde van Romandië | Ronde van Californië | Critérium du Dauphiné | Ronde van Polen | Eneco Tour |
| ---- | ----------- | ----------------- | ------------------ | -------------------- | --------------------- | --------------- | ---------- |
| 2010 |             |                   |                    |                      |                       |                 |            |
| 2011 |             |                   |                    |                      |                       |                 |            |
| 2012 | 101e        |                   |                    |                      |                       |                 | 63e        |
| 2013 | 93e         |                   |                    |                      |                       |                 | 30e        |
| 2014 | 53e         |                   |                    | 29e                  | 75e                   |                 | 8e         |
| 2015 | opgave      |                   |                    |                      | 92e                   |                 | 39e        |
| 2016 |             | 106e              | opgave             |                      | 88e                   | opgave          |            |
| 2017 | 30e         |                   |                    |                      | 47e                   |                 | 13e        |
| 2018 |             | 64e               | 60e                |                      | 64e                   |                 |            |
| 2019 |             | 43e               |                    |                      | 72e                   |                 |            |
| 2020 |             |                   |                    |                      | 88e                   |                 |            |
| 2021 | opgave      |                   |                    |                      |                       |                 |            |
| 2022 | opgave      |                   |                    |                      | 102e                  | 86e             |            |
| 2023 |             | 67e               |                    |                      |                       | 76e             | 40e        |

## Ploegen
- 2010 –  Cofidis, le Crédit en Ligne
- 2011 –  Cofidis, le Crédit en Ligne
- 2012 –  Orica GreenEDGE[a]
- 2013 –  Orica GreenEDGE
- 2014 –  Orica GreenEDGE
- 2015 –  Orica GreenEDGE
- 2016 –  Orica-BikeExchange[b]
- 2017 –  Orica-Scott
- 2018 –  Lotto Soudal
- 2019 –  Lotto Soudal
- 2020 –  EF Education First Pro Cycling
- 2021 –  EF Education-Nippo
- 2022 –  EF Education-EasyPost
- 2023 –  EF Education-EasyPost

Augé ·
Blot · 
Buffaz · 
Cusin ·
Demaret ·
Dumoulin ·
Duque · 
El Fares ·
Fouchard ·
Gallopin · 
Ista ·
Kern ·
Keukeleire · 
Kriit ·
Labbe ·
Lafargue ·
Lambert ·
Levy ·
Minard · 
Moinard · 
Moncoutié · 
Monier ·
Mulder · 
Pauriol ·
Pervis ·
Sijmens · 
Sireau ·
Taaramäe · 
Thirionet · 
Valentin · 
Zingle ·
Bagot (stagiair) ·
Edet (stagiair) ·
Petit (stagiair)
Bagot ·
Barle · 
Buffaz · 
Crépelière ·
Cusin ·
Demaret ·
Dumoulin ·
Duque · 
Edet ·
El Fares ·
Fouchard ·
Gallopin ·
Grandjean ·
Hervio · 
Ista ·
Keukeleire · 
Kriit ·
Labbe ·
Lambert ·
Maté · 
Moncoutié · 
Monier ·
Petit ·
Saramotins · 
Sijmens · 
Taaramäe · 
Thirionet · 
Valentin · 
Vogondy ·
Zingle ·
Delalot (stagiair) ·
Lavieu (stagiair) ·
Molard (stagiair) 
Albasini · Beppu · Bewley · Bobridge · Clarke · Cooke · Davis · Dean · Docker · Durbridge · Gerrans · Goss · Hepburn · Howard · Impey · Keukeleire · Kruopis · Lancaster · Langeveld · McEwen · Meier · C.Meyer · T.Meyer · Mouris · O'Grady · Sulzberger · Teklehaimanot · Tuft · Vaitkus · Weening · Wilson
Albasini · Beppu · Bewley · Clarke · Cooke · Davis · Docker · Durbridge · Gerrans · Goss · Hepburn · Howard · Howson (stagiair) · Impey · Kang (stagiair) · Keukeleire · Kruopis · Lancaster · Langeveld · Matthews · Meier · C.Meyer · T.Meyer · Mouris · O'Grady · Sulzberger · Teklehaimanot · Tuft · Vaitkus · Weening
Albasini · Bewley · Chaves · Clarke · Docker · Durbridge · Ewan · Gerrans · Goss · Hayman · Hepburn · Howard · Howson · Impey · Keukeleire · Kruopis · Lancaster · Matthews · Meier · C.Meyer · Mouris · Santaromita · Schurter · Tuft · Weening · A.Yates · S.Yates · Cort (stagiair)
Albasini · Bewley · Blythe · Chaves · Clarke · Cort · Docker · Durbridge · Ewan · Gerrans · Hayman · Hepburn · Howard · Howson · Impey · Keukeleire · Lancaster · Matthews · Meier · C.Meyer · Mouris · Santaromita · Tuft · Weening · A.Yates · S.Yates
Albasini · Bewley · Chaves · Cheung · Cort · Docker · Durbridge · Edmondson · Ewan · Gerrans · Haig · Hayman · Hepburn · Howson · Impey · Juul-Jensen · Keukeleire · Matthews · Meier · Mezgec · Plaza · Power · Tuft · Txurruka · Verona · A.Yates · S.Yates · Schultz (stagiair)
Albasini · Bewley · Chaves · Cheung · Cort · Docker · Durbridge · Edmondson · Ewan · Gerrans · Haig · Hayman · Hepburn · Howson · Impey · Juul-Jensen · Keukeleire · Kluge · Kreuziger · Mezgec · Plaza · Power · Tuft · Verona · A. Yates · S. Yates
Armée · Bak · Benoot · Campenaerts     · De Buyst · De Gendt · Debusschere · Frison · Greipel · Hansen · Hofland · Keukeleire · Lambrecht · Maes · Marczyński · Mertz · Monfort · Naesen · Shaw · Sieberg · Van der Sande · Vanendert · Wallays · Wellens · Wouters
Armée · Benoot · Blythe · Campenaerts   · De Buyst · De Gendt · Dewulf · Ewan · Frison · Hagen · Hansen · Iversen · Keukeleire · Kluge · Lambrecht · Maes · Marczyński · Mertz · Monfort · Naesen · Thijssen · Van der Sande · van Goethem · Van Moer · Vanendert · Vanhoucke · Wallays · Wellens · Wouters
Bennett · Bettiol · Caicedo · Carthy · Clarke · Cort · Craddock · Docker · Guerreiro · Halvorsen · Higuita · Hofland · Howes · Kangert · Keukeleire · Langeveld · Martínez · Morton · Owen · Powless · Rutsch · Scully · Urán · Van den Berg · Van Garderen · Vanmarcke · Villalobos (tot 1 augustus) · Whelan · Woods · Bissegger (stagiair)
Arroyave Cañas · Barta · Beppu · Van den Berg · Bettiol · Bissegger · Caicedo · Camargo · Carr · Carthy · Cort · Craddock · Docker · El Fares · Van Garderen tot en met 21 juni · Guerreiro · Higuita · Hofland · Howes · Keukeleire · Langeveld · Morton · Nakane · Owen · Powless · Rutsch · Scully · Urán · Valgren · Whelan
Arroyave Cañas · Bettiol · Bissegger   · Caicedo · Camargo · Carr · Carthy · Cepeda (vanaf 1/8) · Chaves · Cort · Doull · Eiking · Guerreiro · Healy · Howes (tot 31/7) · Keukeleire · Kudus · Langeveld · Morton (tot 31/7) · Nakane · Padun · Piccolo (vanaf 1/8) · Powless · Quinn · Rutsch · Scully · Shaw · Steinhauser · Urán · Valgren · J. van den Berg · M. van den Berg · Wiśniowski
Amador · Bettiol · Bissegger   · Caicedo · Camargo · Carapaz · Carr · Carthy · Cepeda · Chaves · Cort · de Bod · Doull · Eiking · Healy · Honoré · Keukeleire · Kudus · Padun · Piccolo · Powless · Quinn · Rutsch · Scully · Shaw · Steinhauser · Urán · J. van den Berg · M. van den Berg · Wiśniowski · van der Lee (stagiair)